# Canobie Lake Park
Canobie Lake Park est un parc d'attractions situé à Salem, dans le New Hampshire.

## Histoire
Ouvert le 23 août 1902, le parc était connu à ses débuts pour ses jardins de fleurs, ses promenades et ses attractions calmes. Aujourd’hui dirigé par trois familles, le parc compte plus de 85 attractions, plusieurs boutiques, restaurants, …
Le Yankee Cannonball, un parcours de montagnes russes en bois des années 1930 est l’une des attractions des plus connues du parc.
En 2002, le parc a fêté son centenaire avec l’arrivée de Starblaster, un Double shot de S&S Worldwide. En 2005, le parc construit un parc aquatique nommé Castaway Island.

## Le parc d'attractions
Le parc est divisé en zones thématiques : 
- Black diamond
- Blue square
- Canobie Corkscrew
- Green circule

### Les montagnes russes
| Nom de l'attraction | Type                      | Constructeur                  | Année d'ouverture |
| ------------------- | ------------------------- | ----------------------------- | ----------------- |
| Dragon Coaster      | Montagnes russes en métal | Zamperla                      | 1991              |
| Untamed             | Montagnes russes en métal | Gerstlauer                    | 2011              |
| Yankee Cannonball   | Montagnes russes en bois  | Philadelphia Toboggan Company | 1936              |

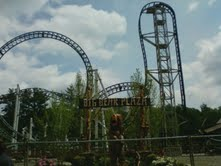
Untamed
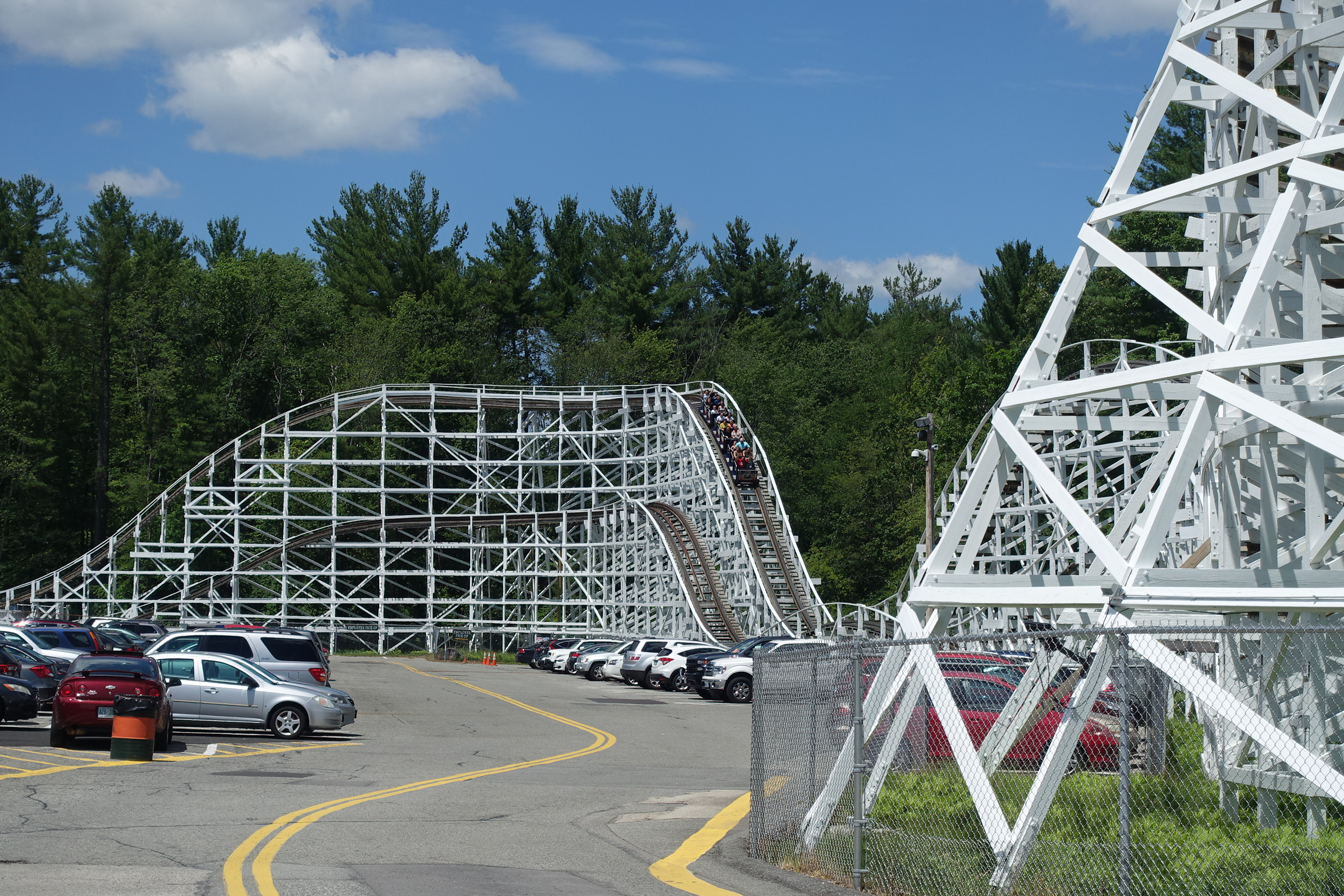
Yankee Cannonball

### Les attractions aquatiques
- Boston Tea Party - Shoot the Chute (1998) Hopkins Rides Inc
- Policy Pond - Bûches (1983) Hopkins Rides Inc
- Timber Splash Water Coaster - Toboggan aquatique (1994) WhiteWater West Industries

### Autres attractions

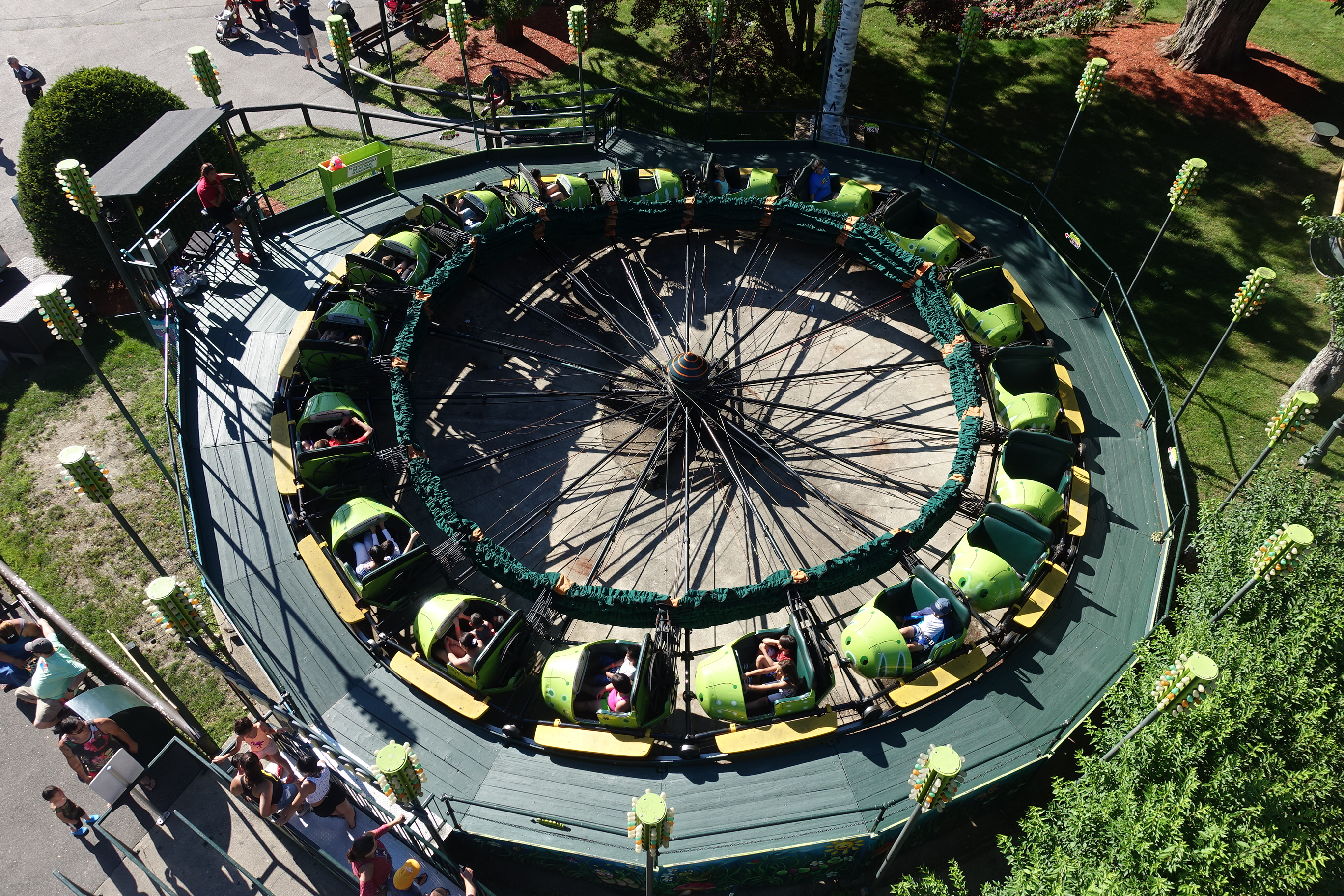
Caterpillar

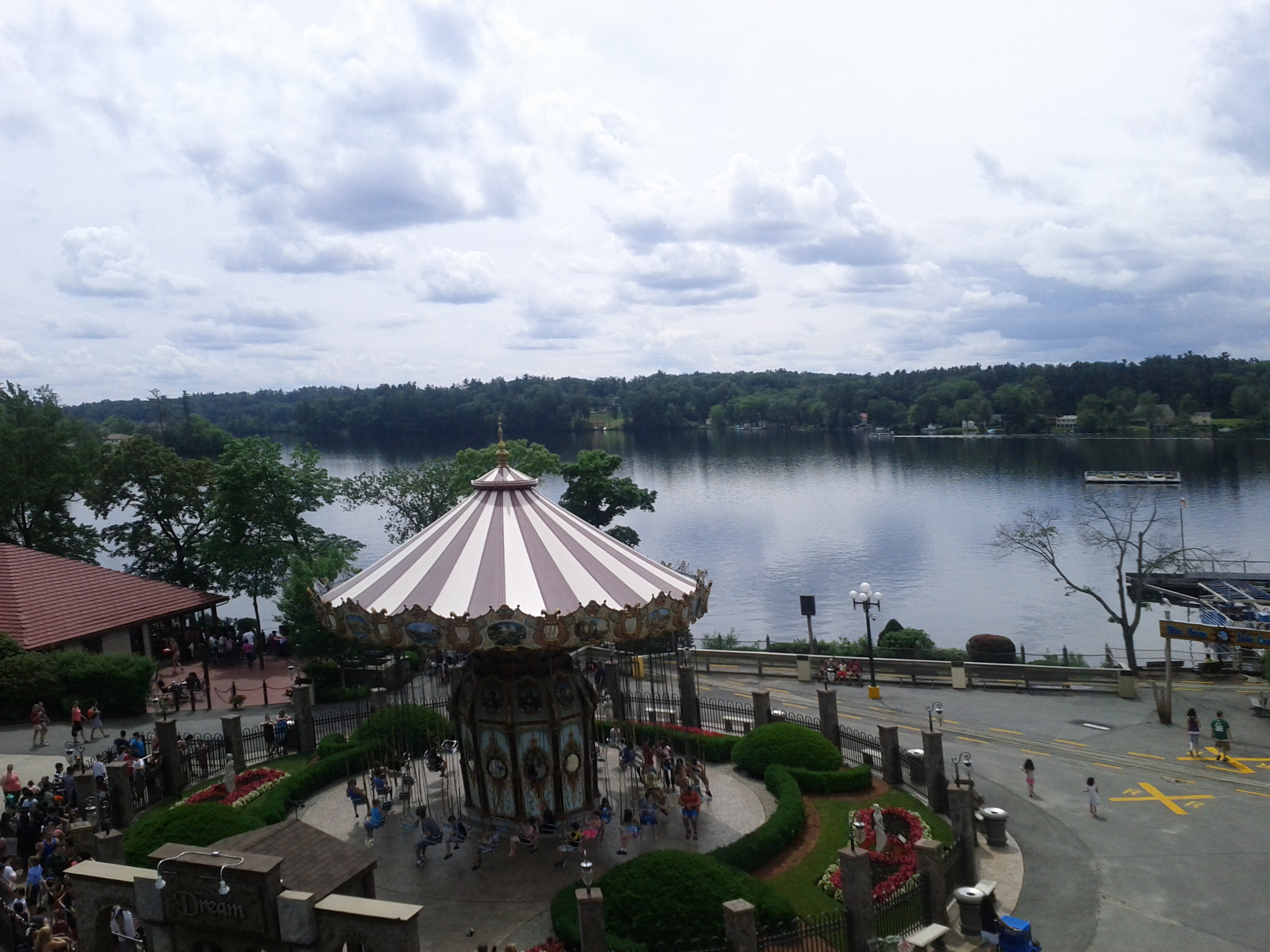
DaVinci's Dream au bord du lac

- Alpine Swing - Chaises volantes junior (2003) Sartori Rides International
- Antique Carousel - Carrousel (1902) Arthur Looff
- Antique Cars - Balade en voiture Arrow Dynamics
- Blue Heron Lake Cruise - (2005)
- Canobie 500 - (1977) Arrow Dynamics
- Canobie Express Train - Train
- Caterpillar - Allan Herschell Company
- Crazy Cups - Tasses (1958) Philadelphia Toboggan Company
- DaVinci's Dream - Chaises volantes (2003) Wood Design bv
- Dodgems - Autos-tamponneuses
- Flower Power - The Whip (1995)
- Giant Sky Wheel - Grande roue (1981) Barbieri
- Kilimandjaro - Aire de jeux pour enfants
- Jungle Bounce - Tour de chute junior (2003) S&S Worldwide
- Mine of Lost Souls - Parcours scénique (1992) Sally Corporation
- Mini Dinos - Zamperla
- Mini-Scooters - Autos-tamponneuses junior
- Ocean Trip - (2001)
- Over the Rainbow - Samba Tower (2001) Zamperla
- Pirata - Bateau à bascule (1986) S.D.C.
- Psycho drome - Scrambler intérieur avec musique et effet visuels (1989) Eli Bridge Company
- Round up - Round-up (1980) Frank Hrubetz (en)
- Rowdy Rooters - Flying Scooters (1948)
- Skater - Skater (2005) Zamperla
- Sky Ride - Téléphérique (1986) Universal Design Limited
- Star Blaster - Double Shot (2002) S&S Worldwide
- Tiki-Maze - Parcours scénique
- Turkish Twist - Rotor (1981) S.D.C.
- Twist & Shout - Tilt-A-Whirl Sellner Manufacturing
- Vertigo Theatre - (1987)
- Wipeout - Wipeout (2004) Chance Morgan
- Xtreme Frisbee - Frisbee (2007) Huss Rides

## Le saviez vous?
- Paratroopers, Caterpillar, et Kosmo Jets furent achetés à l’origine au Palisades Amusement Park dans le New Jersey.
- La remontée du parcours de montagnes russes Yankee Cannonball fut détruite en 1954 par l'ouragan Carol.